# FK Czyta
FK Czyta (ros. Футбольный клуб «Чита», Futbołnyj Klub „Czyta”) – rosyjski klub piłkarski z siedzibą w mieście Czyta w Kraju Zabajkalskim.

## Historia
Nazwy:
- 1974—1977 i 1984—1995: Lokomotiw Czyta (ros. «Локомотив» Чита)
- 1996—...: FK Czyta (ros. ФК «Чита»)

Klub został założony w 1974 w mieście Czyta jako Lokomotiw Czyta.
W 1974 debiutował w Drugiej Lidze Mistrzostw ZSRR. Na początku 1978 za niskie wyniki sportowe klub nie dopuszczony do rozgrywek.
Dopiero w 1984 nastąpiło odrodzenie klubu. Od 1984 do 1989 zespół występował w Drugiej Lidze.
W 1990 i 1991 występował w Drugiej Niższej Lidze.
W Mistrzostwach Rosji od 1992 występował w Pierwszej Dywizji.
W latach 2006—2008 klub występował w Drugiej Dywizji. W 2009 ponownie grał Pierwszej Dywizji, ale nie utrzymał się.

## Osiągnięcia
- 2. miejsce w Drugiej Lidze ZSRR: 1988
- 1/32 finału w Pucharze ZSRR: 1990
- 3. miejsce w Rosyjskiej Pierwszej Lidze: 1992
- 1/8 finału w Pucharze Rosji: 1997, 2006

## Zawodnicy
- / Vasile Coselev
- Wiktor Karpienko
- Rasim Kerimow
- Andriej Moriew
- / Andrei Stroenco
- / Alexandru Suharev
- Dajanczklicz Urazow